# Speed of Light (canción de Stratovarius)
«Speed of Light» es el nuevo videoclip del disco Episode de la banda finlandesa de power metal, Stratovarius con la participación de los nuevos miembros Jens Johansson en los teclados y Jörg Michael en la batería. Fue liberado el 2 de febrero de 1996 en un show de TV en Finlandia. La canción Speed of Light es la más rápida del disco y de la banda de sus discos anteriores. El nuevo estilo que posee la banda a partir de este disco Episode, se convirtió en uno de los discos más importantes del power metal y de la banda.

## Personal
- Timo Kotipelto - Vocalista
- Timo Tolkki - Guitarra
- Jari Kainulainen - Bajo
- Jens Johansson - Teclados
- Jörg Michael - Batería

- Datos: Q16635880